# آرامگاه احمدشاه درانی

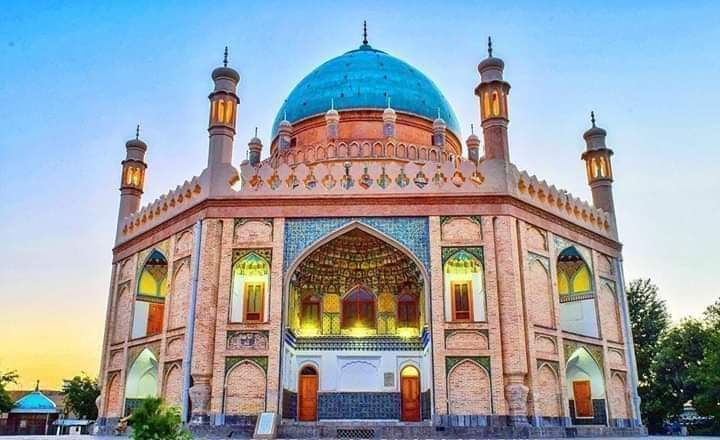
آرامگاه احمدشاه درانی

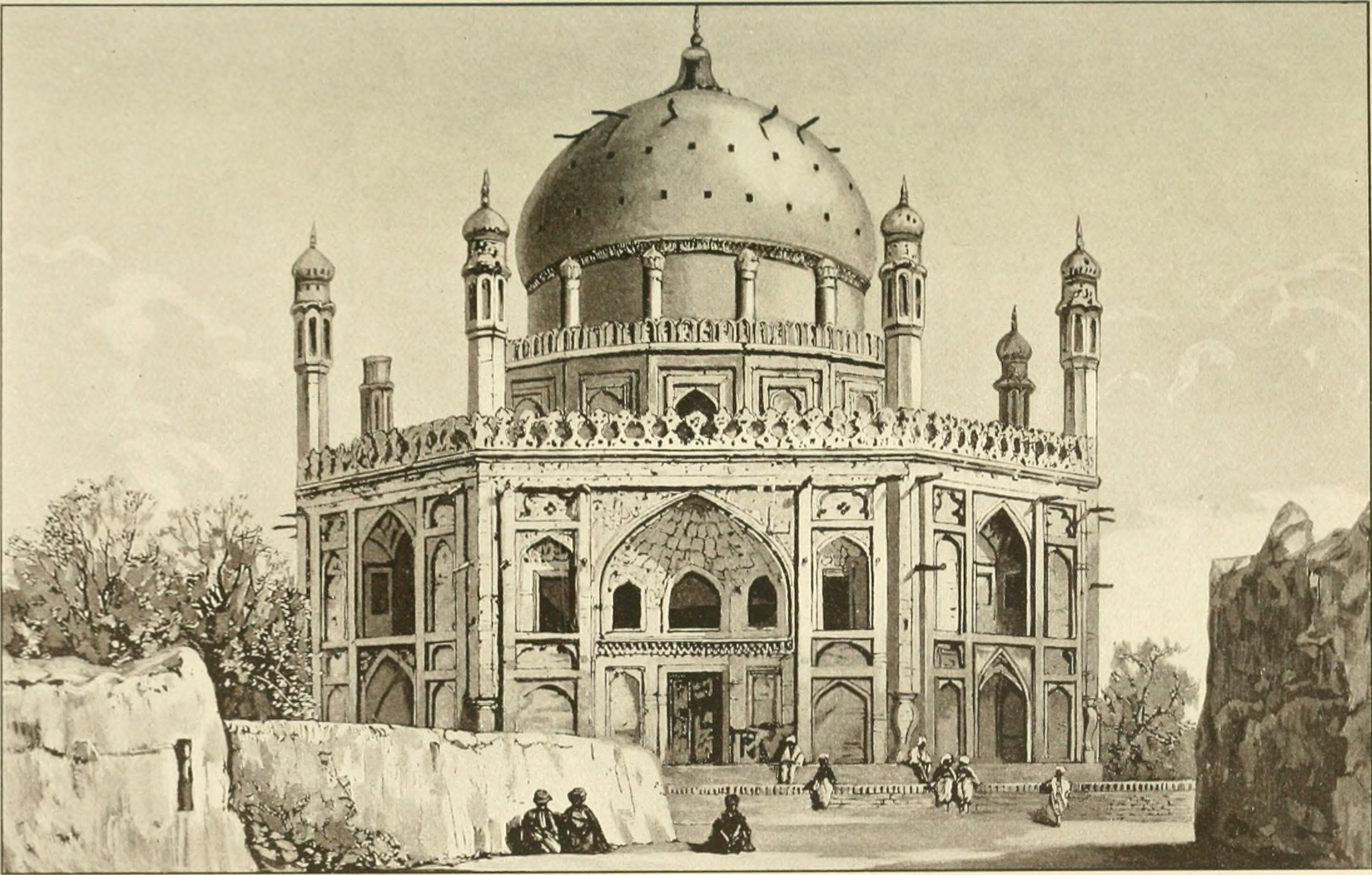
آرامگاه دُر درانی (۱۹۱۰)

آرامگاه احمدشاه درانی (دُر درانی) در شهر قندهار ، افغانستان واقع است. این بنا مهم‌ترین بنای تاریخی قندهار محسوب می‌شود. احمد شاه درانی ، ملقب به احمد شاه بابا ، بنیان‌گذار افغانستان امروزی است که بین سال‌های ۱۷۴۷–۱۷۷۲ افغانستان را تأسیس و بر آن حکمرانی کرد.